# بيقية مفصلية
البيقية المفصلية نوع نباتي يتبع جنس البيقية من الفصيلة البقولية. اسمه العلمي (باللاتينية: Vicia articulata).

## الوصف النباتي
النبات عشبي معمر يتحمل البرودة. الورقة ريشية مركبة تنتهي بمحلاق. الأزهار بيضاء موشحة بالنفسجي. الثمرة قرن.
موطنها وادي النيل وتركيا والبلقان وإيطاليا وإسبانيا.